# Brenton (Virginia Occidental)
Brenton es un lugar designado por el censo ubicado en el condado de Wyoming en el estado estadounidense de Virginia Occidental. En el censo de 2010 tenía una población de 249 habitantes y una densidad poblacional de 149,75 personas por km².

## Geografía
Brenton se encuentra ubicado en las coordenadas 37°36′5″N 81°38′11″O / 37.60139, -81.63639. Según la Oficina del Censo de los Estados Unidos, Brenton tiene una superficie total de 1.66 km², de la cual 1.63 km² corresponden a tierra firme y (2.02%) 0.03 km² es agua.

## Demografía
Según el censo de 2010, había 249 personas residiendo en Brenton. La densidad de población era de 149,75 hab./km². De los 249 habitantes, Brenton estaba compuesto por el 96.39% blancos, el 0% eran afroamericanos, el 3.61% eran amerindios, el 0% eran asiáticos, el 0% eran isleños del Pacífico, el 0.4% eran de otras razas y el 3.21% pertenecían a dos o más razas. Del total de la población el 0.4% eran hispanos o latinos de cualquier raza.